# لاريجان (خدا أفرين)
لاريجان هي قرية في مقاطعة خدا أفرين، إيران. عدد سكان هذه القرية هو 964 في سنة 2006.